# Депортация еврейских беженцев 29 июня 1940 года
Депортация еврейских беженцев 29 июня 1940 года — третья из четырёх крупных депортаций, проводившихся из присоединённых к СССР западных территорий в период 1940—1941 годов, проведённая на основании Постановления Совнаркома СССР № 497-177сс от 10 апреля 1940 года.
После начала Второй мировой войны и раздела Польши между нацистской Германией и СССР на советской территории оказалось большое число беженцев из Польши еврейского происхождения. В рамках политики советизации вновь присоединённых территорий власти приняли решение о массовых депортациях групп населения, которые власти подозревали в нелояльности.
Хотя формально депортация 29 июня 1940 года проводилась не по этническому признаку, абсолютное большинство её жертв были еврейскими беженцами. В рамках этой депортации в северные районы СССР были выселены 90 511 граждан Польши из Западной Белоруссии и Западной Украины. Депортированных использовали на тяжёлых физических работах наряду с осуждёнными преступниками. Их положение несколько улучшилось после нападения Германии на СССР, они были освобождены после подписания соглашения между СССР и польским правительством Сикорского.
Существенная часть выживших в ходе Холокоста польских евреев были именно из числа депортированных в СССР.

## Раздел Польши и обмен населением между Германией и СССР
После раздела Польши между СССР и Германией в сентябре-декабре 1939 года СССР проводил политику по переселению русских, белорусов и украинцев из оккупированной Германией польской территории на территорию СССР. В Германию из СССР, соответственно, переправлялись лица немецкого происхождения. Одновременно с этим Германия проводила политику насильственного переселения на территорию СССР беженцев еврейской национальности. С января по июнь 1940 года руководство СССР пыталось ослабить социально-экономическую напряжённость в западных областях УССР и БССР путём эвакуации за пределы страны беженцев из бывшего Польского государства. Основную их массу составляли лица еврейской и польской национальности. Значительная часть их, не имея средств к существованию, а также по причине боязни представителей польской национальности репрессий со стороны советских властей, стремилась покинуть территорию СССР. Однако немецкие власти ограничили количество подлежащих эвакуации лицами, до сентября 1939 года постоянно проживавшими в западных и центральных регионах Польши, а кроме того категорически отказывались принимать беженцев-евреев. Несмотря на это, часть еврейских беженцев сумела перебраться на территорию, контролируемую Германией.
Как следствие этих процессов, на территории западных областей СССР в 1940 году остались тысячи еврейских беженцев из центральной и западной части Польши. Евреи, украинцы и белорусы, которые 2 ноября 1939 года проживали в Восточной Польше, были признаны советскими гражданами по Указу Президиума Верховного Совета СССР от 29 ноября 1939 года. Прибывшие на советскую территорию после 2 ноября 1939 года пользовались некоторыми правами польских граждан, в частности были освобождены от призыва в Красную армию. При этом евреи получили некоторые права советских граждан, в частности разрешение на работу, обеспечение продпайком, право на медобслуживание и учёбу. В одной только Белоруссии на декабрь 1939 года их было 120 тысяч человек. Численность еврейских беженцев из Польши в СССР оценивается разными историками в количестве 150—300 тысяч и даже до 400 тысяч человек. В основном беженцы сосредоточились в крупных городах вдоль новой границы.

## Советизация присоединённых территорий и депортации
На вновь присоединённых территориях проводилась советизация, которая шла в двух основных направлениях:
- Проведение социально-экономических преобразований по образу и подобию ранее осуществлённых в СССР в 1920—1930-е годы;
- Превращение местных жителей в советских граждан, которые должны были ставить партийно-государственные интересы выше личных.

Отношение советских властей к беженцам колебалось, по выражению историка Евгения Розенблата, от «благожелательно-лояльного» осенью 1939 года через «выжидательно-корректное» в первой половине 1940 года и до «требовательно-жёсткого» с лета 1940 года. Вначале было предложено разгрузить крупные западные города и переселить излишки населения восточнее, где использовать их физический труд, в частности на торфоразработках. Тем не менее, беженцы, большинство которых составляли портные, ремесленники, рабочие, торговцы, стремились устроиться на работу по специальности, но рабочих мест остро не хватало. При этом примерно 25 тысяч беженцев отказались от принятия советского гражданства и требовали дать им возможность выезда из СССР. Это вызвало крайне настороженное отношение со стороны властей. Кроме того, решительных действий требовали ухудшение криминогенной обстановки, обострение межнациональных отношений, активизация нелегальных переходов границы и санитарно-эпидемиологическая ситуация, экономические проблемы.
Депортации были частью процесса советизации бывших польских территорий, они считались средством обеспечения безопасности в приграничных районах, изгнания антисоветской части населения и продвижения необходимых социальных реформ.
В рамках этой политики было проведено 4 депортации «социально-опасных элементов», которых советские власти подозревали в нелояльности, включая беженцев:
- 10—12 февраля 1940 года была проведена депортация около 140 тысяч «спецпереселенцев-осадников»;
- 9 и 13—15 апреля 1940 года прошла депортация 60 тысяч так называемых «административно-высланных» (семьи репрессированных);
- 29 июня — 2 июля 1940 года — депортация 90,5 тысяч «спецпереселенцев-беженцев»[19] (в большинстве польских евреев);
- 22 мая — 20 июня 1941 года — депортация примерно 85—88 тысяч «ссыльнопоселенцев» из Прибалтики, Белоруссии, Украины и Молдавии.

Историки Геннадий Костырченко и Альберт Каганович пишут, что в целом в этот период в СССР было депортировано около 100 тысяч еврейских беженцев, в основном на северные лесозаготовки. По расчётам Марка Эделе и Ванды Варлик из бывших польских евреев около 68 000-71 000 были депортированы до 22 июня 1941 года, а ещё 23 600 арестованы. Илья Альтман утверждал, что по заниженным советским официальным данным число депортированных евреев, бывших граждан Польши, составило 120 тысяч человек.

## Депортация 29 июня 1940 года
Депортация лета 1940 года отличалась от остальных трёх депортаций тем, что абсолютное большинство её жертв были евреями. Она началась в ночь с 28 на 29 июня 1940 года и завершилась 2 июля. Депортация проводилась на основании Постановления Совнаркома СССР № 497-177сс от 10 апреля 1940 года. Инструкция НКВД, прилагаемая к этому постановлению, вступила в силу 5 июня — после того как во Львове завершила работу немецкая комиссия по рассмотрению заявлений на переселение в германскую зону оккупации. К этому времени к СССР были присоединены также Литва, Латвия, Эстония, Бессарабия и Северная Буковина.
В рамках этой депортации предусматривалось арестовать беженцев из западной части Польши, оккупированной немцами и отправить в статусе спецпереселенцев на лесозаготовки в северные районы СССР. Было арестовано 76 382 человека (25 682 семьи), в том числе из БССР — 22 879 человек (7224 семьи), из Украины — 53 503 (16 894 семьи). Подавляющее большинство среди них составляли евреи (по разным данным от 82 до 90 %), поляков было около 6 %. Также были депортированы все те граждане Польши, кто требовал отправки на запад и не был принят немецкой стороной. Депортация не затронула тех беженцев, которые были размещены и трудоустроены в восточных областях Белорусской ССР и Украинской ССР. Согласно итоговой справке НКВД СССР «О результатах операции выселения беженцев», составленной в июле 1940 года, с учётом депортации также одиночек, с территории Белоруссии и Украины было выселено 90 511 человек.
Среди историков существует спорное предположение о наличии договорённостей между немецкими и советскими властями о проведении депортации.
Примерно 30 % беженцев были отправлены в Архангельскую, Вологодскую области и Коми АССР, также в Свердловскую и Кировскую области. Часть спецпереселенцев-беженцев, выселенных без семей, первоначально была помещена в исправительно-трудовые лагеря (ИТЛ), в частности в Волголаг. Среди спецпереселенцев на апрель 1941 насчитывалось 59 031 еврей, в том числе 58 852 беженца и 179 осадников. В это же время в ИТЛ из беженцев содержался 6351 человек.
Иосиф Гальперин, нелегально перешедший из германской зоны оккупации Польши в советскую в 1939 году, писал в воспоминаниях о судьбе депортированных беженцев:

Их везли в товарных вагонах долгие недели — голодных, в жуткой тесноте, в нечеловеческих санитарных условиях. Часть из них умерла в пути, другие скончались в далеком изгнании от голода, от болезней, от тяжелой работы.

Постановлением Совнаркома СССР от 5 декабря 1939 г. предписывалось направлять все категории польских спецпереселенцев на работы в лесную промышленность. Договорами между ГУЛАГом НКВД и ЦОЛесом от 19.02.1940, ГУЛАГом НКВД и Наркомлесом от 20.02.1940 было юридически закреплено трудовое использование семей спецпереселенцев на лесозаготовительных работах.
О жизни депортированных на новом месте информирует коллективное письмо за 152 подписями, написанное на идиш и отправленное в ЦК ВКП(б) 7 августа 1940 года из райлеспункта Ильма Емецкого района Архангельской области:

… Мы работаем босыми в болотах до колен, зарабатывая от одного до трёх рублей в день, при очень плохом отношении к нам, работая с различными преступниками. Мы все люди с профессиями, работая по своей специальности, могли бы зарабатывать значительно больше, принося пользу советской власти… На наше обращение к нашим начальникам с просьбой об улучшении нашего положения они отвечают: умирайте, достаточно земли здесь для того, чтобы вас похоронить.

Депортированные писали, что рассчитывали на помощь СССР в защите от нацистского преследования, а вместо этого попали в каторжные условия и умирают от голода. Аналогичные воспоминания о жизни в исправительно-трудовом лагере «Квадрат-38» в районе Онежского озера опубликовал Давид Лаумберг, который после освобождения из лагеря стал лидером группы так называемых «детей Тегерана», которые из СССР через Тегеран в 1943 году добрались до Палестины и другие беженцы.
Катастрофическое положение беженцев, депортированных в спецпосёлки на севере, подтверждается отчётными документами НКВД, в которых вина за это возлагается на произвол, безответственность и бездеятельность местной производственной администрации. В документах отмечаются систематические проявления антисемитизма как со стороны администрации, так и депортированных других национальностей (поляков и украинцев). На фоне недоедания, простуд, скученного проживания, антисанитарии и педикулёза в бараках стремительно распространялись инфекционные заболевания. Уже осенью 1940 года в этих поселениях вспыхнули эпидемии оспы, сыпного, затем брюшного тифа. Эпидемии едва удалось погасить прибывшим бригадам медиков. Со стороны беженцев было зафиксировано первое из двух массовых выступлений протеста депортированных против условий содержания — в Томасинлаге Новосибирской области в августе 1940 года.
При этом Михаил Супрун отмечает, что, в отличие от осадников, которых селили по принципу удалённости и производственной необходимости, беженцев старались разместить в южных районах области и вблизи относительно крупных населённых пунктов. В Архангельской области нарком внутренних дел Лаврентий Берия в качестве эксперимента разрешил поселить некоторых беженцев в городах, включая Архангельск, для использования на работах по специальности. После нападения Германии на СССР положение депортированных было незначительно улучшено, например в Архангельской области им было разрешено покидать спецпосёлки и свободно селиться в пределах области.

## Оценки и последствия
После подписания 30 июля 1941 года соглашения между СССР и польским правительством в эмиграции большинство депортированных граждан Польши были освобождены в связи с объявленной 12 августа 1941 года амнистией. Почти все освобождённые беженцы отправились в республики Центральной Азии, в основном в такие города, как Ташкент, Самарканд, Бухара и другие. Многие оставались в этих районах до конца войны. Часть бывших депортированных евреев смогла вступить в польскую армию Андерса, чтобы принять участие в борьбе с нацизмом. В первых сформированных на территории СССР частях этой армии евреев было от 40 до 60 %.
Существенная часть выживших в ходе Второй мировой войны польских евреев относится к группе депортированных на север и восток СССР в рабочие лагеря, специальные трудовые поселения и места ссылки. Давид Лаумберг писал, что «советские депортации не были запланированы для спасения еврейских жизней, однако именно это и произошло». Эту точку зрения разделяет историк Павел Полян и ряд других учёных. При этом многие погибли именно в результате советских репрессий.
Историк Татьяна Васильченко считает, что депортации не оправдали цели колонизации богатых природными ресурсами малозаселённых регионов и восполнения трудового резерва.
Интерес к этой теме продолжился на рубеже 2020-х годов. В частности, в 2020—2021 годы было опубликовано две новых книги: In the East: How My Father and a Quarter Million Polish Jews Survived the Holocaust Михаль Декель и Survival on the Margins: Polish Jewish Refugees in the Wartime Soviet Union Элианы Адлер, а также английский перевод изданной в 1952 году книги Юлия Марголина «Путешествие в страну Зэ-Ка». Как написала в своём анонсе для The New York Review of Books литературный критик Рут Франклин, её собственные бабушка и дедушка по материнской линии, пережившие эту депортацию и сталинские концлагеря физически и психологически мало чем отличались от выживших узников Освенцима, но при этом их нельзя называть пережившими Холокост, поскольку они не проходили гетто, отбор в газовые камеры, марши смерти и тому подобное.